# Birk Ruud
Birk Ruud (født 2. april 2000) er en norsk freestyleskier. Han er seksdobbelt X Games-medaljevinder, og vandt en guldmedalje i Big Air ved Vinter-OL 2022.